# Frederick Van Ness Bradley

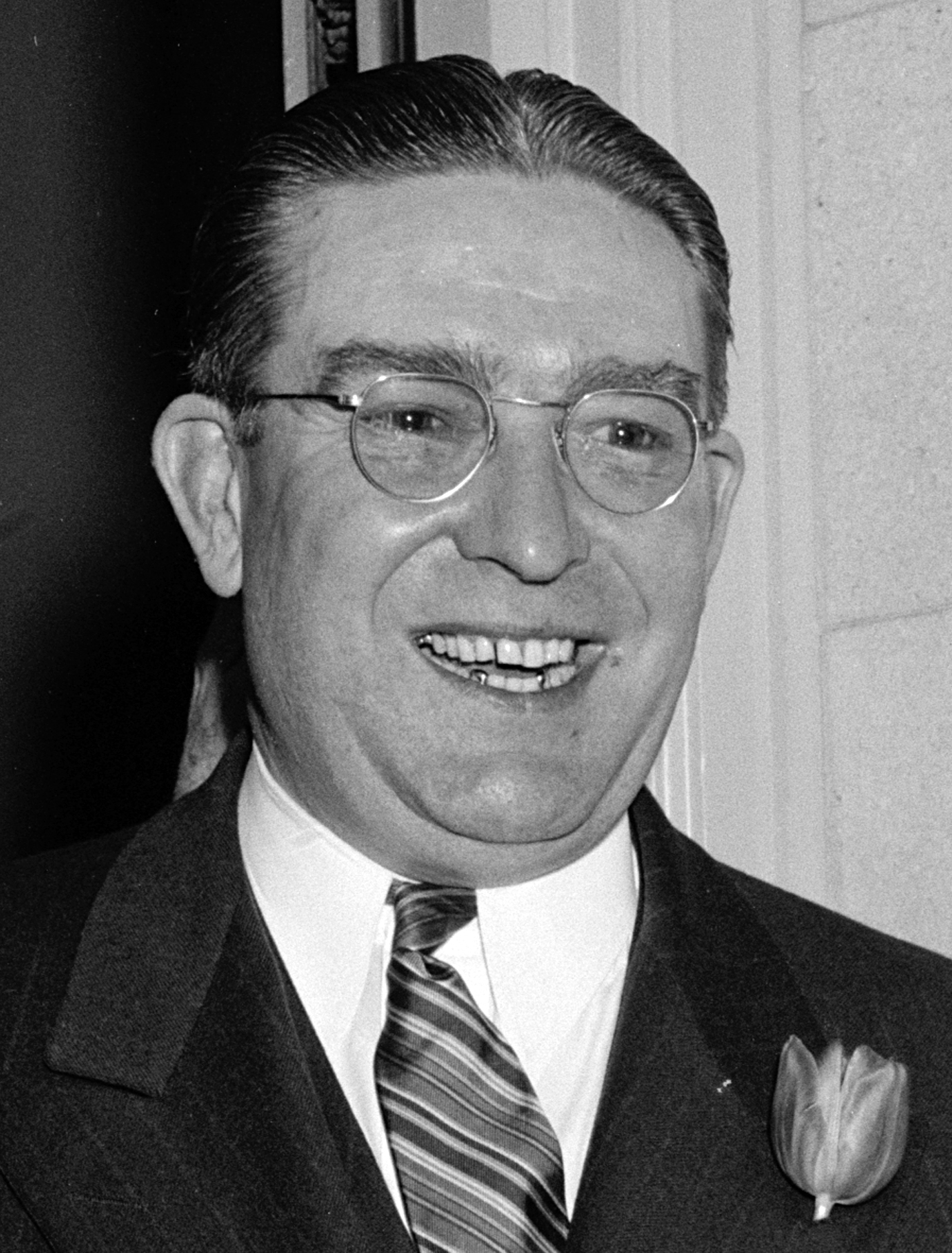
Frederick Van Ness Bradley (1939)

Frederick Van Ness Bradley (* 12. April 1898 in Chicago, Illinois; † 24. Mai 1947 in New London, Connecticut) war ein US-amerikanischer Politiker. Zwischen 1939 und 1947 vertrat er den Bundesstaat Michigan im US-Repräsentantenhaus.

## Werdegang
Im Jahr 1910 kam Frederick Bradley nach Rogers City in Michigan, wo er die öffentlichen Schulen besuchte. Außerdem besuchte er die Montclair Academy in New Jersey. Zur Zeit des Ersten Weltkrieges war er im Jahr 1918 in einem militärischen Ausbildungslager in Plattsburgh (New York). Danach studierte er bis 1921 an der Cornell University in Ithaca. In den Jahren 1921 bis 1923 war Bradley Verkäufer für die Firma Limestone & Chemical Co. in Buffalo. Zwischen 1924 und 1938 war er für diese Firma und für die Bradley Transportation Co. als Einkäufer tätig.
Politisch war Bradley Mitglied der Republikanischen Partei. Bei den Kongresswahlen des Jahres 1938 wurde er im elften Wahlbezirk von Michigan in das US-Repräsentantenhaus in Washington, D.C. gewählt, wo er am 3. Januar 1939 die Nachfolge des Demokraten John F. Luecke antrat. Nach vier Wiederwahlen konnte er bis zu seinem Tod am 24. Mai 1947 im Kongress verbleiben. Dort wurden bis 1941 noch weitere New-Deal-Gesetze der Bundesregierung verabschiedet. Danach prägten die Ereignisse des Zweiten Weltkrieges und dessen Folgen auch die Arbeit. Seit dem 3. Januar 1947 war Bradley Vorsitzender des Ausschusses, der sich mit der Handelsmarine und Fischereifragen befasste. Nach seinem Tod fiel sein Mandat an Charles E. Potter.